# Rudi Wach
Rudi Wach (* 22. November 1934 in Hall in Tirol) ist ein österreichischer Zeichner und Bildhauer.

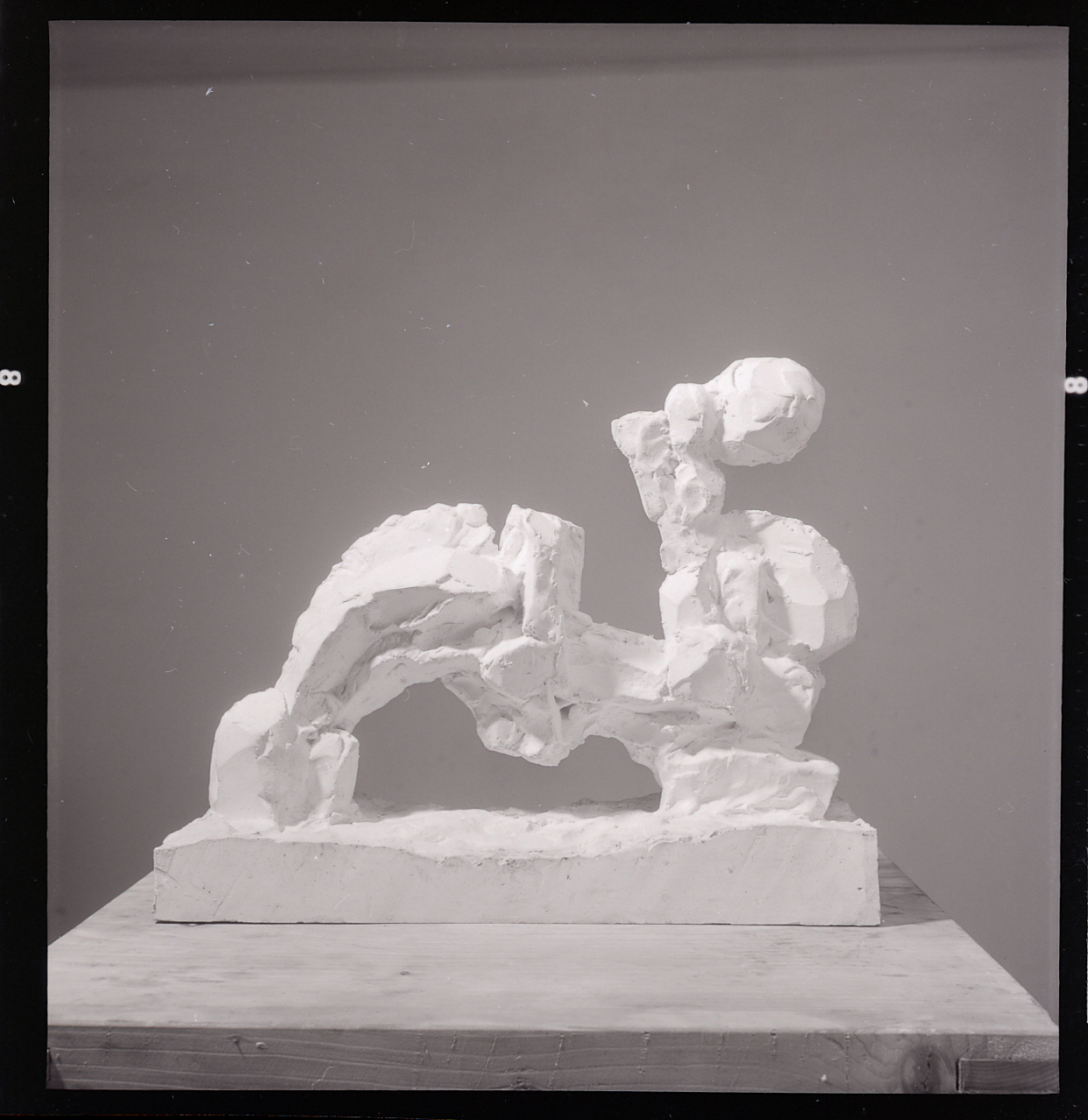
Rudi Wach Gipsskulptur. Foto von Paolo Monti, 1968 (Fondo Paolo Monti, BEIC).

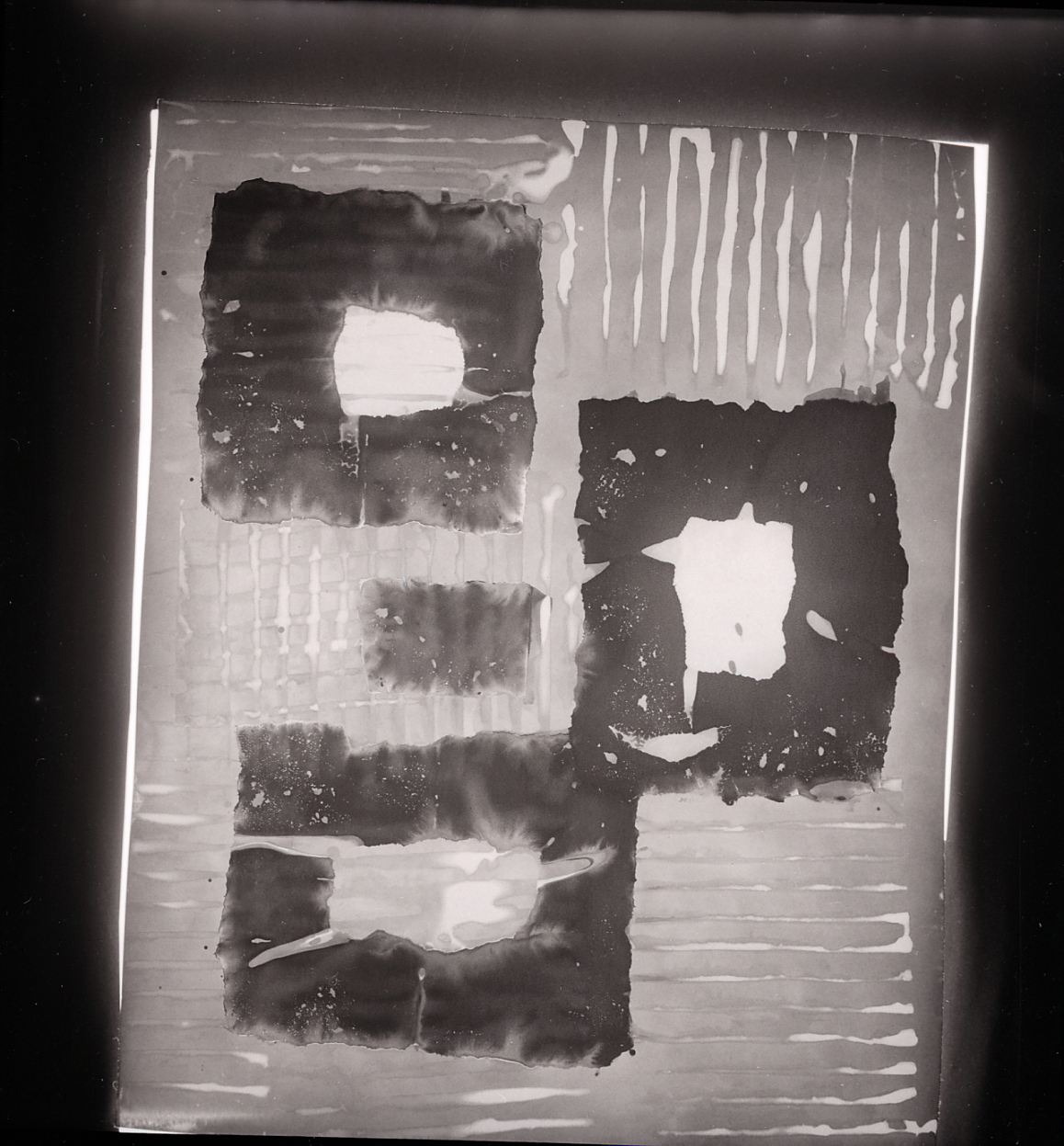
Foto von Paolo Monti, 1966 (Fondo Paolo Monti, BEIC).

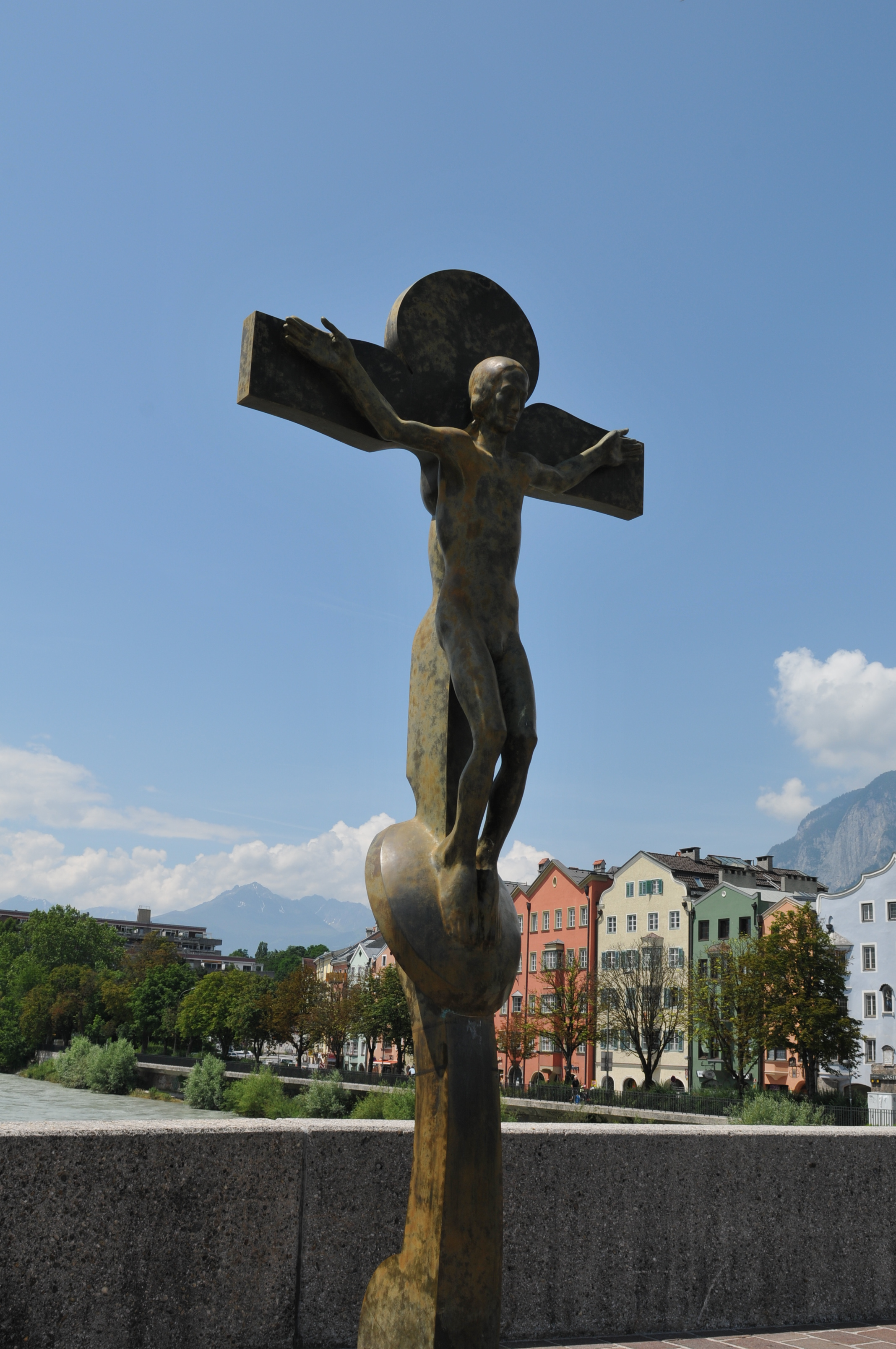
Kruzifix auf der Innbrücke, Innsbruck

## Leben und Werk
Rudolf Wach, als Rudi Wach bekannt, wuchs in Thaur in Tirol auf und besuchte die Bundesgewerbeschule Innsbruck. Dort war sein erster Lehrer Hans Pontiller. Es folgten Studien an der Kunstakademie Brera in Mailand bei Marino Marini. Entscheidende Impulse übernahm er von Hans Pontiller und den mit ihm befreundeten Alberto Giacometti und Mario Negri. Er lebt und arbeitet seit 1955 in Mailand, Innsbruck und Pietrasanta, bekannt wegen seiner Marmorbrüche.
Eine große Rolle in seinem Werk nehmen christologische oder Mensch-Tier-Themen ein. Seit den 1970er Jahren entwickelt er parallel zur Bildhauerei sein zeichnerisches Œuvre.
Ein Kruzifix, das für die Innsbrucker Innbrücke vorgesehen war, konnte 1986 wegen Protesten von katholischer Seite nicht aufgestellt werden, da Wach Christus ohne Lendenschurz dargestellt hatte. Es wurde erst im September 2007 durch Entscheidung der Innsbrucker Bürgermeisterin Hilde Zach aufgestellt.

## Auszeichnungen
- Jahr? Österreichischen Ehrenkreuzes für Wissenschaft und Kunst I. Klasse
- Jahr? Verdienstkreuz der Landeshauptstadt Innsbruck
- 2015 Ehrenzeichen des Landes Tirol

## Werke
- Große Sphinx, Innsbruck, 1981
- Innbrücken-Kreuz, Innsbruck, 1986 fertiggestellt, 2007 aufgestellt[3]
- Adler-Flugschatten-Brunnen, Innsbruck, 1993
- Lauf der Geschöpfe, Zeichnungen, Reliefs, Skulpturen in der U-Bahn-Station Museumsquartier, Wien, 2001[4]
- Skulptur, Ungargasse 33 in Wien-Landstraße

## Ausstellungen
- 2006: Rudi Wach: Inwendig – Seismogramme der Körperseele. Stift Melk
- 2009: Rudi Wach: Triumph des Sturzes. Kunsthaus Nexus, Saalfelden. (Ausstellung anlässlich des 75. Geburtstages).

## Publikationen
- Rudi Wach – Arbeiten zur Sphinx, Ausstellungskatalog Galerie Maier Innsbruck 1982
- Rudi Wach - Der Keim der Dinge, mit einem Essay von Christian Sotriffler, Herausgeber Graphische Sammlung Albertina, Wien 1992
- Rudi Wach – Die Ursprünge der Form, Rabalderhaus Schwaz 1995
- Rudi Wach - Sculture e disegni 1956-2000, Musei Civici Villa Manzoni, Lecco 2000
- Dal profondo le creature di Rudi Wach, Forum austriaco di cultura, Mailand 2002
- Il germe delle cose - Rudi Wach, A arte Studio Invernizzi, Mailand 2002,
- Rudi Wach - Inwendig-Seismogramme der Körperseele. Ausstellungskatalog, Stift Melk 2005-2006
- Rudi Wach - La Danza del Nulla, Grafie dell’Essere, Forum austriaco di cultura, Mailand 2006
- Lebenskeim und Flügelwesen. Skulpturen und Zeichnungen 1956–1996. Ausstellungskatalog, Innsbruck 1996.
- Einst war ich eine Hand, Skulpturen und Zeichnungen, Ausstellungskatalog Tiroler Landesmuseum Ferdinandeum 2010
- Rudi Wach – Die Weisse Kapelle, Essays von Carlo Invernizzi, Kristian Sotriffer, Maria Vailati, Elmar Zorn, TILAK 1994